# Венгри (Опольське воєводство)
Венгри (пол. Węgry) — село в Польщі, у гміні Турава Опольського повіту Опольського воєводства.
Населення — 999 осіб (2011).

## Демографія
Демографічна структура станом на 31 березня 2011 року:
|          | Загалом | Допрацездатний вік | Працездатний вік | Постпрацездатний вік |
| -------- | ------- | ------------------ | ---------------- | -------------------- |
| Чоловіки | 489     | 102                | 324              | 63                   |
| Жінки    | 510     | 98                 | 300              | 112                  |
| Разом    | 999     | 200                | 624              | 175                  |